# Festa do Divino Espírito Santo
Festa do Divino Espírito Santo é um culto ao Espírito Santo, em suas diversas manifestações, é uma das mais antigas e difundidas práticas do catolicismo popular.

## Origem portuguesa

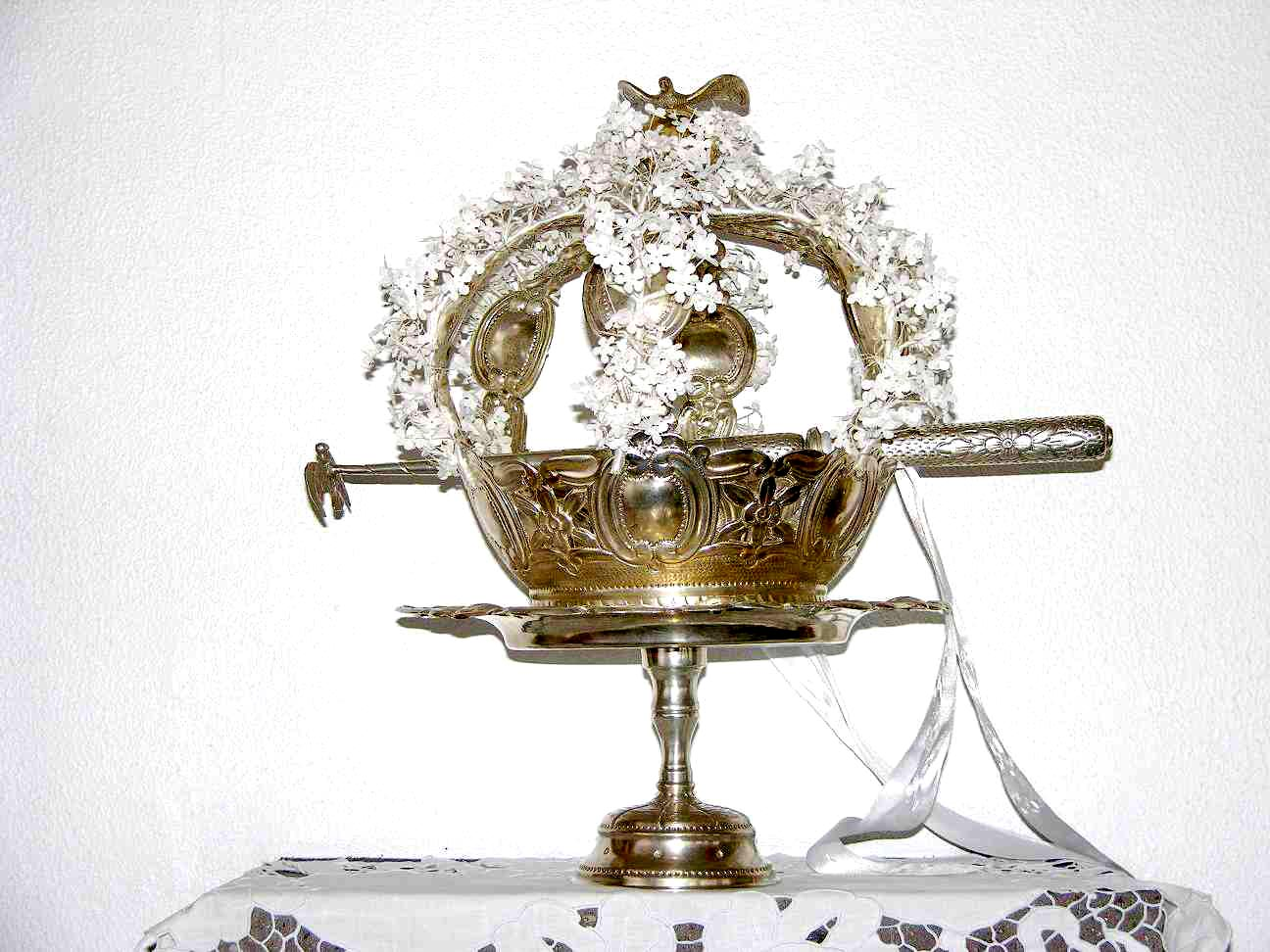
Festas tradicionais que ocorrem em todas as 9 ilhas dos Açores. Festa do Espírito Santo. Coroa da Freguesia da Vila Nova, ilha Terceira, Açores.

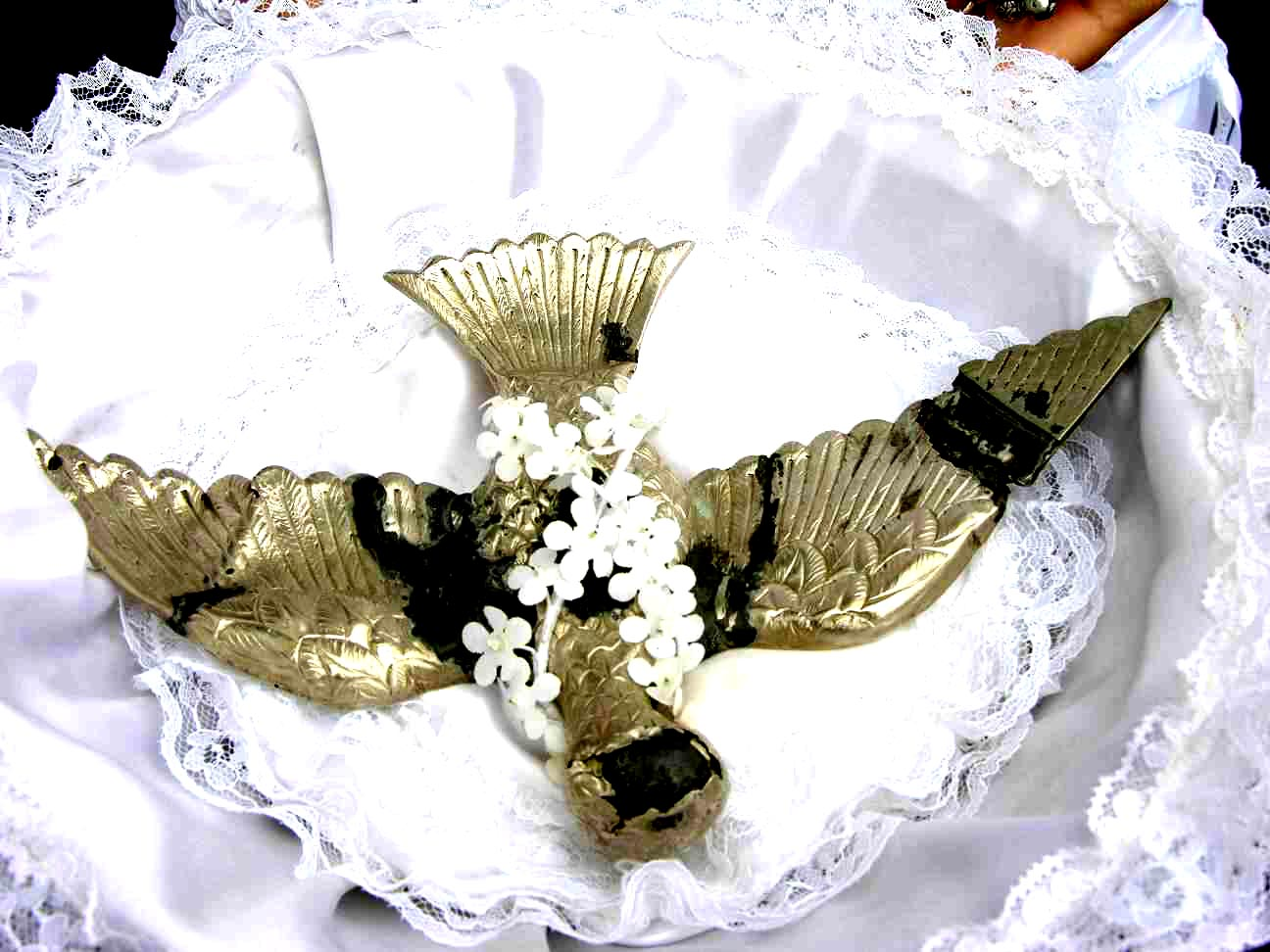
Festas tradicionais que ocorrem em todas as 9 ilhas dos Açores. Festa do Espírito Santo. Pomba do Divino da Freguesia da Vila Nova, ilha Terceira, Açores.

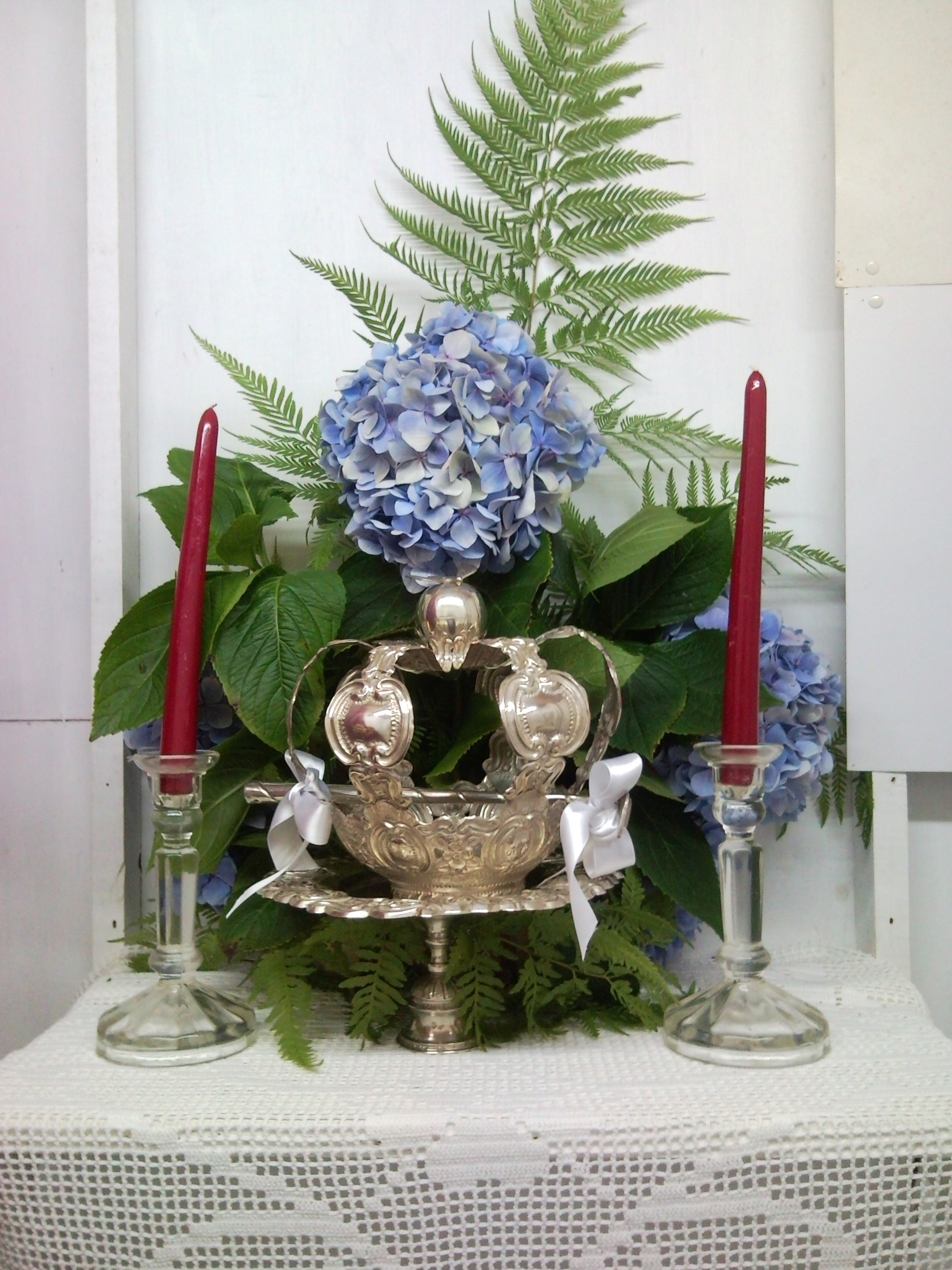
Altar em honra do Divino Espírito Santo com Coroa, ilha de São Jorge.

A origem remonta às celebrações religiosas realizadas em Portugal a partir do século XIV, nas quais a terceira pessoa da Santíssima Trindade era festejada com banquetes coletivos designados de Bodo aos Pobres com distribuição de comida e esmolas. Tradição que ainda se cumpre em algumas regiões de Portugal.
Assunto muito abordado pelo professor Agostinho da Silva. Há referências históricas que indicam que foi inicialmente instituída, em 1321, pelo convento franciscano de Alenquer sob proteção da rainha Santa Isabel de Portugal e Aragão.
A celebração do Divino Espírito Santo no planeta teve origem na promessa da rainha, Isabel de Aragão, por volta de 1320. A rainha teria prometido ao Divino Espírito Santo peregrinar o mundo com uma cópia da coroa e uma pomba no alto da coroa, que é o símbolo do Divino Espírito Santo, arrecadando donativos em benefício da população pobre, caso o esposo, o rei Dinis, fizesse as pazes com seu filho legítimo, Afonso, herdeiro do trono. De acordo com os documentos, Isabel não se conformava com o confronto entre pai e filho legítimo em vista da herança pelo trono, pois era desejo do rei que a coroa portuguesa passasse, após sua morte, para seu filho bastardo, Afonso Sanches. Diante do conflito, a rainha Isabel passou a suplicar ao Divino Espírito Santo pela paz entre seu esposo e seu filho. A interferência da rainha teria evitado um conflito armado, denominado a Peleja de Alvalade.
Essas celebrações aconteciam cinquenta dias após a Páscoa, comemorando o dia de Pentecostes, quando o Espírito Santo desceu do céu sobre a Virgem Maria e os apóstolos de Cristo sob a forma de línguas como de fogo, segundo conta o Novo Testamento. Desde seus primórdios, os festejos do Divino, realizados na época das primeiras colheitas no calendário agrícola do hemisfério norte, são marcados pela esperança na chegada de uma nova era para o mundo dos homens, com igualdade, prosperidade e abundância para todos.
A devoção ao Divino encontrou um solo fértil para florescer nos territórios portugueses, especialmente no arquipélago dos Açores. De lá, espalhou-se para outras áreas colonizadas por açorianos, como a Nova Inglaterra, nos Estados Unidos da América, e diversas partes do Brasil.

## Festejos no Brasil
O costume de festejar o Espírito Santo chegou ao Brasil já nas primeiras décadas do século XVI com a colonização portuguesa, mas ganhou ainda mais força no século XVII.

### Bahia

#### Palmas de Monte Alto
A festa do Divino Espírito Santo é também realizada na cidade de Palmas de Monte Alto no interior da Bahia, esta tradição tem mais de 200 anos na cidade. Todos os anos a Bandeira do Divino vai para casa do festeiro no ano seguinte. A festa é acompanhada com o cortejo do chamado "imperador", carros alegóricos feitos pelas mãos de pessoas da comunidade. Um dia antes da missa do Divino as pessoas costumam enfeitar as casas para receber a bandeira em suas moradias, a bandeira é levada até as casas para pedir esmola, várias pessoas a acompanham. Na madrugada do dia do Divino a cidade é acordada por uma grande alvorada.

#### Salvador
19 de maio - Festa do Divino Espírito Santo
Com encenações representando a coroação do menino imperador e indulto aos presos de bom comportamento, esta procissão, lembra o ideal de paz que existia quando da fundação da cidade. Saindo da Igreja de Santo Antônio Além do Carmo e percorrendo as ruas do Centro Histórico, esta procissão acontece desde a fundação da cidade.

#### Jacobina
Acredita-se que a Festa do Divino (Pentecostes) em  Jacobina, começou por volta de 1864. E acontece nas seguintes etapas:  
- Novena (período de 9 dias antecedem a pentecostes): É a preparação religiosa para a Festa do Divino, e ocorre todo ano no período de Pentecostes (50 dias após à Páscoa). onde, equipes das Paróquias de Santo Antônio de Jacobina e de São José Operário, jurisdicionadas à Diocese de Bonfim [2]visitam capelas e casas nas comunidades, tanto na zona rural quanto urbana. Nessas visitas, são cantadas músicas que falam sobre os feitos do Divino Espírito Santo e recolhidas doações para a festa. Além disso, a novena serve para espalhar a palavra de Deus e aproximar as pessoas da celebração.[3]

- Véspera de Pentecostes: Acontece no sábado, anterior ao Domingo de Pentecostes. Onde é celebrada uma missa solene na Igreja Matriz e, depois, acontece uma queima de fogos que representa o "Fogo do Espírito Santo", com o acendimento das 7 piras, cada pira representa um dom do Espírito Santo (sabedoria, inteligência, ciência, conselho, fortaleza, piedade e temor de Deus). Em seguida, acontece a Saída das Bandeiras, que é um cortejo pelas ruas, com a participação das filarmônicas 2 de Janeiro e Rio do Ouro, até a Igreja da Missão.

- Saída das Bandeiras: Esse cortejo começa logo após a missa e a queima de fogos na véspera de Pentecostes. As bandeiras simbolizam os frutos do Espírito Santo e são levadas pelas ruas de Jacobina, acompanhadas pelas bandas de música. O cortejo termina na Igreja da Missão.

- Domingo de Pentecostes: É o dia principal da. Festa do Divino. Acontece o Cortejo Imperial, que sai da Igreja da Missão e vai até a Igreja Matriz. Um dos momentos mais marcantes é a libertação de um prisioneiro em nome do Espírito Santo, uma tradição que veio de Portugal e simboliza amor e perdão.

- Cortejo Imperial: Procissão solene que acontece no Domingo de Pentecostes. Durante o trajeto da Igreja da Missão até a Matriz, é libertado um prisioneiro como símbolo de misericórdia. Esse gesto faz parte da tradição portuguesa que foi mantida na festa.[4]

- Missa Solene (Domingo de Pentecostes): É a celebração final do Domingo de Pentecostes, realizada na Igreja Matriz depois do Cortejo Imperial. Marca o encerramento oficial da festa e reúne a comunidade para agradecer e celebrar a presença do Divino Espírito Santo.

- Sorteio do Imperador e Alferes: Depois da missa solene, acontece o sorteio que define quem será o Imperador e o Alferes no ano seguinte. Eles ficam responsáveis por organizar e representar a festa do próximo ano.

- Entrega da Coroa e da Bandeira: Após o sorteio, a comunidade segue em cortejo até as casas dos novos escolhidos. O Imperador recebe a Coroa e o Alferes, a Bandeira. Esses símbolos mostram que eles serão os guardiões da festa e ajudarão a mantê-la viva.

#### Curiosidades
- Segunda-feira de Pentecostes (São Benedito): Acredita-se, que entusiasmados pela Festa do Divino teriam os negros escolhido a segunda-feira de Pentecostes para louvarem o São Benedito, fazendo-o seu Padroeiro, uma vez que, somente em Jacobina cultua-se São Benedito logo após o Domingo de Pentecostes, uma vez que 5 de outubro é o dia consagrado ao santo.

- Anistia de um detento: Prática de libertar um preso durante a festa é realmente simbólica: representava a misericórdia, a renovação e a ação do Espírito Santo que liberta, transforma e dá nova vida. A escolha do preso por bom comportamento reforçava a ideia de redenção e esperança. A soltura da pomba branca no mesmo momento reforçava essa ligação direta com o Divino — símbolo de paz, pureza e liberdade. É um gesto que mostra como fé e justiça podem se encontrar num gesto de compaixão e transformação.

### Goiás
Foi introduzida nas cidades históricas de Corumbá de Goiás, Jaraguá, Formosa e Pirenópolis. Em algumas cidades pequenas como em Nova Roma, ocorre uma folia, na qual pessoas saem cantando e tocando instrumentos para arrecadar dinheiro, e, uma missa na qual acontece um sorteio para capitão do mastro, imperador e folião para o ano seguinte.

#### Pirenópolis

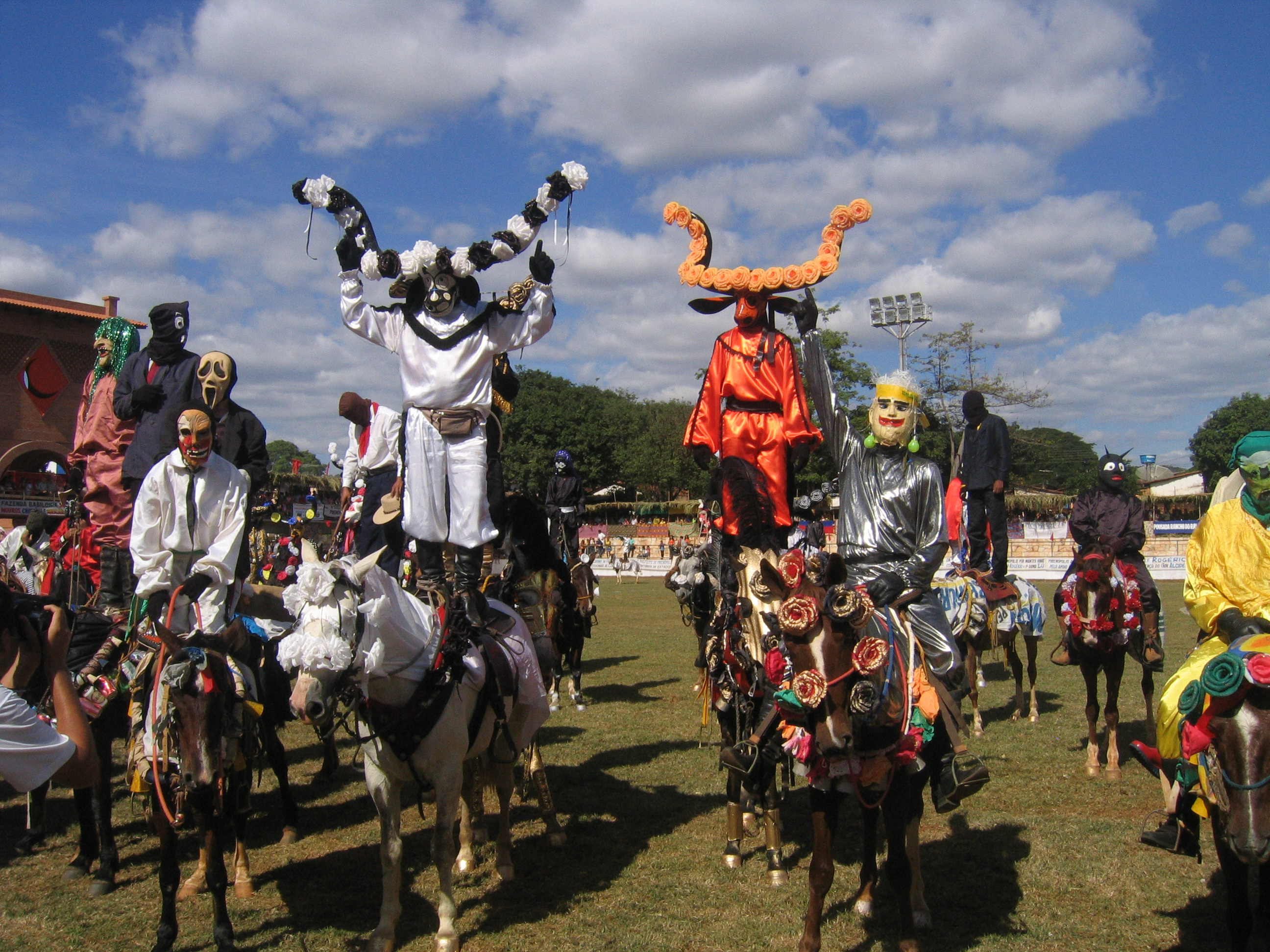
Mascarados de Pirenópolis, GO.

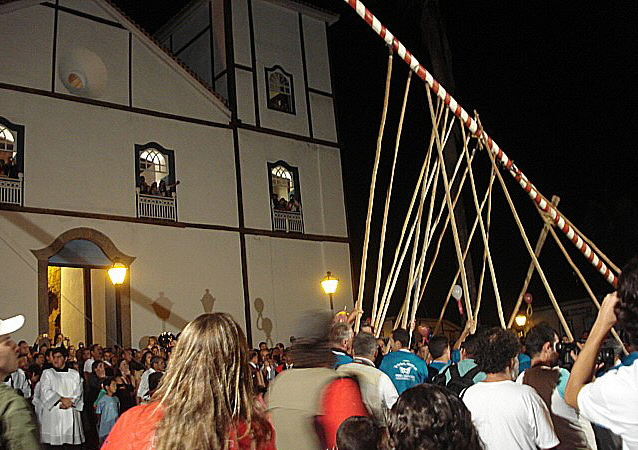
Levantamento do mastro, em Pirenópolis, na 190º Festa do Divino em 2008.

A Festa do Divino de Pirenópolis foi celebrada pela primeira vez em 1818 e tem sido continuamente festejada até hoje. Foi registrada como patrimônio cultural imaterial do Brasil pelo IPHAN em 15 de abril de 2010. É palco das famosas Cavalhadas de Pirenópolis a mais bela e expressiva do Brasil, e da Festa do Divino, festejo religioso que dura cerca de 20 dias. As celebrações ocorrem durante as festividades de Pentecostes, 50 dias após a Páscoa, e em Pirenópolis reúne diversas manifestações, como congadas, reinados, juizados, folias, queima de fogos, pastorinhas, missas, novena do Divino (entoada em latim pela Orquestra e Coral Nossa Senhora do Rosário), Levantamento do mastro de 30 metros de altura, Mascarados e as tradicionais Cavalhadas de Pirenópolis.
Os Mascarados são um dos personagens da Festa do Divino Espírito Santo, que montados a cavalo, fazem algazarra pela cidade.

### Maranhão

#### Alcântara
No Maranhão, o culto ao Divino Espírito Santo teve início com os colonos açorianos, portugueses e seus descendentes, que desde o início do século XVII chegaram para povoar a região. A partir de meados do século XIX, a tradição da festa do Divino começou a estar firmemente enraizada entre a população da cidade de Alcântara, de onde se espalhou para o resto do Maranhão, tornando-se muito popular entre as diversas camadas da sociedade, especialmente as mais pobres.
Hoje, a devoção ao Divino é uma das mais importantes práticas religiosas do Maranhão, a festa, igualmente a que ocorre em Paraty (Rio de Janeiro) seja talvez uma das mais tradicionais de todo o território brasileiro, conservando ainda à risca aspectos do período colonial, mobilizando a cada ano centenas de pessoas em todo o Estado. Embora possa envolver gente de todos os extratos sociais, quase todos os participantes são pessoas humildes, de baixo poder aquisitivo, que se esforçam para produzir uma festa rica e luxuosa, onde não podem faltar as refeições fartas, a decoração requintada e caras vestimentas para as crianças do império (ver abaixo). Por se tratar de uma festa longa, custosa e cheia de detalhes, sua preparação e realização levam vários meses e envolvem muita gente, construindo assim uma grande rede de relações entre todos os participantes.
Em São Luís e em diversas outras cidades maranhenses, a festa do Divino é estreitamente identificada com as mulheres, e em especial com as mulheres negras ligadas às religiões afro-brasileiras. Esse fato distingue a festa no Maranhão das festas do Divino realizadas em outras regiões do país e lhe dá uma feição bem particular. Com exceção de algumas festas como a de Alcântara e São José de Ribamar, organizada com o apoio de autoridades locais e sem vínculos com terreiros, a grande maioria das festas do Divino no Maranhão é realizada em casas de culto, onde a presença feminina é dominante.
Toda a festa do Divino gira em torno de um grupo de crianças, chamado império ou reinado. Essas crianças são vestidas com trajes de nobres e tratadas como tais durante os dias da festa, com todas as regalias. O império se estrutura de acordo com uma hierarquia no topo da qual estão o imperador e a imperatriz (ou rei e rainha), abaixo do qual ficam o mordomo-régio e a mordoma-régia, que por sua vez estão acima do mordomo-mor e da mordoma-mor. A cada ano, ao final da festa, imperador e imperatriz repassam seus cargos aos mordomos que os ocuparão no ano seguinte, recomeçando o ciclo.
A festa se desenrola em um salão chamado tribuna, que representa um palácio real e é especialmente decorado para este fim. A abertura e o fechamento desse espaço marcam o começo e o fim do ciclo da festa, durante o qual se desenrolam as diversas etapas que, em conjunto, constituem um ritual extremamente complexo, que pode durar até quinze dias: abertura da tribuna, busca e levantamento do mastro, visita dos impérios, missa e cerimônia dos impérios, derrubamento do mastro, repasse das posses reais, fechamento da tribuna e carimbó de caixeiras.
Entre os elementos mais importantes da festa do Divino estão as caixeiras, senhoras devotas que cantam e tocam caixa acompanhando todas as etapas da cerimônia. As caixeiras são em geral mulheres negras, com mais de cinquenta anos, que moram em bairros periféricos da cidade. É sua responsabilidade não só conhecer perfeitamente todos os detalhes do ritual e do repertório musical da festa, que é vasto e variado, mas também possuir o dom do improviso para poder responder a qualquer situação imprevista.

### Minas Gerais

#### São João del-Rei
No bairro de Matosinhos, celebra-se o Jubileu do Divino Espírito Santo. Este jubileu foi autorizado em 1783 pelo Papa Pio VI por meio de um breve pontifício. No ano de 1924 os festejos profanos foram paralisados. Em 1998, um grupo de folcloristas retoma a parte profana da festa e à reincorpora. O Jubileu do Divino Espírito Santo acontece todos os anos no Santuário do Senhor Bom Jesus de Matosinhos.

### São Paulo

#### Sorocaba
Em Sorocaba existe uma capela dedicada ao Espírito Santo, a capela de arquitetura Barroca foi construída por um político português que planejava elevar uma vila nos arredores da capela nos finais do século XIX . O local foi escolhido, pois, os bandeirantes e tropeiros que iam de São Paulo ao Sul e vice-versa, dedicavam naquele local uma oração a terceira pessoa da Trindade, pedindo iluminação e bênçãos na viagem. A paróquia local, construída para criar espaço para os fiéis que já não mais cabiam na Capela, dedica todo ano uma festa, que inicia com a descida da bandeira do Divino da nova igreja para a capela antiga, representando a descida dos dons aos apóstolos e a Maria ao repique dos sinos da capela.

#### Mogi das Cruzes
Em 1990, o historiador Jurandir Ferraz de Campos em suas pesquisas encontrou uma referência a uma festa do Divino, acontecida em Jundiaí, que parece ser o mais antigo registro de que se tem notícia. Trata-se de uma carta do capelão João de Morais Navarro, ao Exmo. Sr. Gal. Rodrigues Cezar de Menezes, então governador da Capitania de São Paulo, datada de 19 de maio de 1723, onde prestava contas de providências tomadas. Iniciava com as seguintes palavras:
“Indo ter à festa do Santíssimo Espírito Sancto a Vila de Jundiahy, etc.” (Conf. Documentos Avulsos, publicação do Arquivo do Estado).
Ou seja, constatou-se a existência de registros da realização de Festas do Divino no interior de São Paulo, desde o início do século XVIII. Isso, segundo Campos, reforça a conclusão de que, sendo a vila de Mogi muito mais antiga do que a de Jundiaí, a Festa do Divino já era comemorada popularmente aqui pelo menos desde o final do século XVII. É, portanto, uma das mais antigas do Brasil, com mais de trezentos anos de fé e tradição.
A Festa do Divino de Mogi das Cruzes mobiliza milhares de pessoas, trabalhando na quermesse ou nas atividades religiosas (novena, Alvorada e procissão) e é considerada a maior do Brasil. 
A procissão é composta por grupos folclóricos de Moçambique, congada e folias do Divino, contando com o apoio religioso da Diocese de Mogi das Cruzes. Para a organização desta grandiosa festa, existe a Associação Pró-Festa do Divino Espírito Santo (Pró-Divino). Os festeiros e os Capitães de Mastro são dois casais responsáveis pela comissão de organização da Festa, acompanhando também as cerimônias religiosas. É montado, na praça da Catedral de Sant'Anna, o Império do Divino, que representa a soberania e a autoridade exercida pelo Espírito Santo, enquanto terceira Pessoa da Santíssima Trindade. Nós locais públicos e em algumas residências, são montados Sub-Impérios, que são altares menores, como que extensões do Império. Essa estrutura toda leva a crer que esta é a maior Festa do Divino Espírito Santo do Brasil

#### Tietê
A festa tem sua origem baseada na triste história da epidemia de maleita que matou muitas pessoas, por volta do ano de 1830. O povo então fez a promessa ao Divino Espírito Santo para que acabasse com a doença e em sua homenagem seria feita uma festa anual.
Nessa festa repete-se o ritual dos Irmãos do Divino que no passado iam com batelões até os sítios mais distantes prestar socorro às famílias que sofriam com a epidemia.
Hoje seguindo a tradição, os Irmãos viajam por quarenta dias, rio acima e rio abaixo, levando a imagem do Divino e arrecadando donativos pela zona rural em benefício da festa. Passam a noite em residências onde já são aguardados, sendo recebidos com jantares, cantorias e muita gente. Este é o chamado "Pouso do Divino".
No último sábado do ano, o dia da Festa, acontece o tradicional Encontro das Canoas, e o povo desce as margens do rio para também prestar sua homenagem ao Divino Espírito Santo.

#### Conchas
Existe uma Irmandade do Divino na Capela de São João município de Conchas. Eles viajam pela região utilizando ônibus e caminhão. Também são recebidos em sítios e algumas casa da cidade, inclusive na cidade vizinha que chama-se Pereiras.

#### São Luiz do Paraitinga
Uma das festas religiosas mais populares do estado de São Paulo acontece no município de São Luiz do Paraitinga, no interior paulista, é a Festa do Divino, que começa todo ano na sexta-feira de pentecostes. A festa dura, ao todo, 10 dias, nos quais são realizadas cerca de 20 procissões. O dia principal da festa é conhecido como Grande Dia. A cidade é despertada por volta das 6 horas com o toque da alvorada, realizado pela banda de música e pelo batuque da congada. As missas e apresentações folclóricas se revezam. Congadas, moçambiques, pau de sebo, o casal de bonecões João Paulino e Maria Angu, cavalhadas, distribuição de doces para o povo, brincadeiras para as crianças, como as corridas de ovo e corrida de saco. Há também a distribuição gratuita aos visitantes da festa de um prato caipira típico, o afogado. Para prepará-lo são abatidas de 15 a 20 vacas.

### Pará

#### Moju
Em Moju todo o dia 27 de junho seus habitantes e milhares de visitantes vem para a cidade celebrar as festividades do Divino Espírito Santo, O Círio Fluvial que é parte da festa, sai da foz do rio Jambuaçu em direção à sede da cidade. Depois, em procissão pelas ruas centrais, a Coroa do Divino é levada até a igreja matriz, onde é realizada uma missa solene.
A tradicional festa religiosa que é realizada desde 1754 e teve, durante dias, diversos eventos como levantamento de mastro, alvoradas, passeatas, arraial, Auto do Divino. 
Um fazendeiro chamado Antônio Dornelles avistou algo a brilhar na margem do rio Moju. Ele mandou um de seus escravos ao local, que tirou da lama um objeto dourado em forma de pomba, que foi identificado como a representação do Divino Espírito Santo. Dornelles mandou confeccionar uma coroa de prata para colocar o Divino e construiu uma capela que logo se tornou centro de animação da fé do povo mojuense.

### Santa Catarina

#### Divina Festa - A Festa da Família (Florianópolis)
A tradição da festa do Divino, iniciada no século XVIII, e desde então realizada pela Irmandade do Divino Espírito Santo, foi retomada anualmente a partir de 1994, na Praça Getúlio Vargas, local em que sempre foi feita. Inicialmente, o interesse da IDES era o de reintroduzi-la, com suas barraquinhas e folguedos, nos costumes da comunidade central de Florianópolis, e a propagação do culto ao Divino Espírito Santo.

#### Santo Antônio de Lisboa (Florianópolis)
O aspecto folclórico que mais se reveste de popularidade em Santa Catarina é realmente a folia do Divino, cuja tradição vem sendo conservada até a época atual. Algumas festas são pomposas, outras mais modestas, mas todas procuram manter o máximo de autenticidade, primando pelo rigor do ato litúrgico.
A festa é realizada, a mais de 250 anos, na comunidade de Santo Antônio de Lisboa, em Florianópolis. A comunidade é uma das mais antigas da ilha, um dos berços da colonização açoriana na cidade e a Festa do Divino Espírito Santo tem um pouco disso, promover o encontro entre a religiosidade oriunda do Açores e as demais manifestações culturais que fazem parte da ilha de Santa Catarina.
Na ilha de Santa Catarina, a festa é precedida da “romaria” da bandeira do Divino, cuja finalidade era, e ainda é, o recolhimento de “esmolas, óbolos e espórtulas”, destinados a auxiliar as despesas com a festa. Antigamente este coleta se revestia de cerimônia. Os “irmãos” das confrarias, portavam suas “opas” vermelhas, acompanhavam o grupo que conduzia a bandeira e a coroa. A coleta aos poucos foi simplificando-se e hoje são poucos os distritos de Florianópolis, ou mesmo de outros municípios, que a praticam.

#### Santo Amaro da Imperatriz
A Festa do Divino Espírito Santo de Santo Amaro da Imperatriz é uma das maiores e mais tradicionais Festas do Divino do Brasil.[carece de fontes?] Teve início no dia 29 de maio de 1854, após consulta ao Pe. Macário César de Alexandria e Sousa, Pároco de São José, o qual atendia o Arraial de Santo Amaro, que consentiu com a instituição da Festa do Divino Espírito Santo, com a realização da respectiva novena, e com a presença dos mordomos, do festeiro e da população em geral, na qual, segundo ele, poder-se-ia “cantar em ação de graças” ao Divino Espírito Santo.
Em 2009 a festa do Divino inicia-se no dia 29 de maio, tendo seu encerramento em 1 de junho. Os preparativos, tanto espirituais quanto materiais, se iniciam muito antes. Um exemplo disto é a Novena do Divino, que desde a Páscoa vem acontecendo, e a visitação da Bandeira, que vai de casa em casa levando um pouco de esperança e fé, e arrecadando donativos para a Festa.
A festa ocorre nos pavilhões da Igreja Matriz de Santo Amaro, sendo totalmente de caráter voluntário. Sua realização se dá pela colaboração da comunidade em geral. A organização fica por conta do CPC – Conselho de Pastoral da Comunidade.
Um levantamento aponta que em média 60.000 pessoas passam pelos pavilhões da Festa durante os quatro dias. Um dos grandes atrativos da Festa é a Corte Imperial, formada pela família do festeiro. A família usa trajes baseados em modelos usados pela corte, e apresenta ao povo toda a pompa que havia na corte Imperial. Outros atrativos ficam por conta da gastronomia, da Banda de Música de Santo Amaro, e de muitas outras bandas e atrações.
A festa ocorre nos pavilhões da Igreja Matriz de Santo Amaro, sendo totalmente de caráter voluntário. Sua realização se dá pela colaboração da comunidade em geral. A organização fica por conta da CPC – Conselho de Pastoral da Comunidade, que cuidadosamente cuida de todos os preparativos, para transcorrer tudo como planejado.
Um levantamento aponta que em média 60.000 (sessenta mil) pessoas passam, pelos pavilhões da Festa  durante os quatro dias, vindo pessoas de toda região, e inclusive de fora de nosso Estado. Um dos grandes atrativos da Festa é a Corte Imperial, que formada pela família do festeiro, a família usa trajes,  baseados em modelos usados pela corte, apresenta ao povo toda a pompa que havia na corte Imperial. Outros atrativos ficam por conta da gastronomia, de nossa Banda de Música de Santo Amaro, que é um show a parte, e de muitas outras bandas e atrações. A festa se tornou um ponto de reencontro de velhos amigos, descontração e alegria.
Em todas as celebrações litúrgicas o Imperador é coroado, e em seguida oferta sua coroa ao Divino Espírito Santo. A Celebração segue em ritmo festivo animada pelas mais tradicionais equipes de Liturgia da Paróquia. O Imperador sempre está com sua Espada e a Imperatriz com o cetro. Na missa do domingo as 19:00 horas é anunciado o festeiro do próximo ano que assume o compromisso junto com o novo casal Imperial na missa das 10:00 horas de segunda-feira. Enquanto as festividades continuam com os shows, em cerimônia particular, os festeiros entregam ao pároco na capela interna da casa paroquial o cetro, a coroa e a espada, que agora serão usadas somente no próximo ano.

### Rondônia/Bolívia
O Vale do Guaporé, região as margens do Rio Guaporé, fronteira Brasil-Bolívia, presencia uma grande manifestação que ocorre em celebração ao Divino Espírito Santo. Nesse ambiente, a celebração tem duração total de 50 dias. A missão ao divino envolve ações fluviais e terrestres, e personagens escolhidos e sorteados, como imperadores, remadores, foliões, encarregados, mensageiros e etc. Ao fim do trajeto para recolher esmolas, que, na atualidade, abarcam 37 localidades brasileiras e bolivianas, acontece o festejo final, que abarca a participação de mais de 10 mil pessoas. Toda a celebração é marcada por forte características de manifestação ritual.
A história da tradição do Divino Espírito Santo no Vale do Guaporé remonta a história da escravatura na região de Mato Grosso e Rondônia; da exploração do minério e borracha; e da relação de escravos fugitivos com os indígenas ‘arredios’. Devido aos constantes ataques dos indígenas na região do Arraial de São Vicente (MT), aqueles que não haviam sido ‘amansados’, que os símbolos da festa de Divino Espírito Santo (a coroa e os santos) foram levados para Vila Bela de Santíssima Trindade. A partir disto, e, diante da lembrança dos antigos seguidores da celebração, principalmente das crianças que foram habitar com seus pais em Vila Bela, teve início à organização para dar continuidade da celebração no Vale do Guaporé.

### Rio Grande do Sul

#### Caçapava do Sul
Trata-se de uma tradicional festividade realizada no sul do Brasil. Organizada a partir de festejos religiosos, possui diversos momentos de ritual consagrado. Habitualmente os festejos constam de atividades junto à Igreja Católica, deslocando-se posteriormente para as cavalhadas junto ao Forte da cidade. Paula Trevas e Ada Silveira (Rossatto, 2003) registram seus momentos e a especial participação das crianças.